# Виссер, Эсме
Эсме Виссер (нидерл. Esmee Visser; род. 27 января 1996 года, Лейден, Нидерланды) — нидерландская конькобежка, чемпионка зимних Олимпийских игр 2018 года на дистанции 5000 метров, 2-кратный призёр чемпионатов мира на дистанции 5000 метров, 2-кратная чемпионка Европы на дистанции 3000 метров, 4-кратная чемпион Нидерландов. Выступает за команду "Team Iko" с 2020 года.

## Биография
Эсме Виссер начала кататься на коньках в возрасте 8-ми лет в Лейдене, когда её отец повёл их с сестрой на каток. Помимо катания на коньках, она также играла в теннис на высоком уровне. В возрасте 12-лет ей пришлось выбирать между теннисом и коньками и она выбрала конькобежный спорт. Тренировалась в клубе "Skaatsclub Nut en Vermaak" из Леймюйдена. В возрасте 11 лет стала соревноваться на клубном уровне за команду "STG Ter Aarse IJsclub" из Тер Аар. В 2013 году она выиграла дистанцию 3000 метров на юниорском чемпионате Нидерландов в своей категории, а через год победила на двух дистанциях 3000 и 5000 метров.
В мае 2013 года перешла в команду "RTC Noord-West" Академии конькобежного спорта Харлема. В сезоне 2014/15 дебютировала на юниорском Кубке мира и юниорском чемпионате мира, где сразу же завоевала золото в командной гонке. В сезоне 2016/17 выступала за команду "Team Plantina", а в сезоне 2017/18 вернулась в "RTC Noord" под руководством Реммелта Элдеринга. В декабре 2017 года Эсме заняла 2-е место в забеге на 5000 метров на олимпийском отборе и квалифицировалась на олимпиаду 2018 года. В январе 2018 года на чемпионате Европы в Коломне одержала победу на дистанции 3000 метров.
16 февраля на зимних Олимпийских играх в Пхёнчхане она одержала победу на дистанции 5000 метров с новым личным рекордом и трассы 6:50,23 сек, опередив чешку Мартину Сабликову и россиянку Наталью Воронину. В августе 2018 года выступала за команду "TalentNED". В сезоне 2018/19 на этапе Кубка мира в Обихиро стала 1-й в забеге на 3000 м, а в Томашуве-Мазовецком Эсме выиграла на дистанции 5000 м.
В декабре она стала чемпионкой Нидерландов 2019 на дистанции 5000 метров, а в январе стала бронзовым призёром в многоборье. В марте на чемпионате мира на отдельных дистанциях в Инцелле завоевала серебряную медаль в забеге на 5000 метров. В 2020 году Виссер стала чемпионом Нидерландов на дистанциях 3000 и 5000 метров, а также выиграла дистанцию 3000 метров на чемпионате Европы в Херенвене.
В марте на чемпионате мира на отдельных дистанциях в Солт-Лейк-Сити выиграла бронзу в забеге на 5000 метров. На чемпионате мира среди университетов (FISU) одержала победы в забегах на 3000 и 5000 метров. С мая 2020 года стала выступать команду Эрвина и Мартина Тен Хоув "Team Iko". В декабре 2021 года она не смогла пройти олимпийский отборочный турнир в Херенвене, заняв только 9-е место в забеге на 5000 метров.
Эта неудача была обусловлена дисбалансом между своим физическим и психическим здоровьем, тем более в октябре она упала на повороте во время тренировки и психологически не могла себя настроить на удачное выступление. Она взяла небольшой отдых, чтобы восстановить поврежденное подколенное сухожилие и поправить своё психологическое состояние. Она продлила в 2022 году контракт с командой "Team Iko" до сезона 2023/24.

## Личная жизнь
Эсме Виссер окончила Амстердамский свободный университет со степенью бакалавра наук в области фармацевтических наук. С января 2022 года работает частично лаборантом в компании "Eurofins Food, Feed & Water Benelux". Она любит проводить время с семьей и друзьями, кататься на горных велосипедах, готовить.

## Награды
- 23 марта 2018 года - награждена Орденом Оранских-Нассау офицерской степени за спортивные заслуги и золотую медаль Зимних олимпийских игр министром здравоохранения, социального обеспечения и спорта Нидерландов.